# Haugh (Einheit)
Haugh ist eine Maßeinheit für die Qualität der Proteine abhängig von der Größe des Eiweißes (Albumen) eines Eis. Der Test wurde von Raymond Haugh im Jahre 1937 vorgestellt und wird in der Industrie als wichtiger Faktor der Ei-Qualität gesehen, neben anderen Faktoren wie der Dichte der Schale und der Widerstandsfähigkeit.
Das Ei wird gewogen, und danach auf einem flachen Untergrund gebrochen (Breakout-Methode). Daraufhin bestimmt ein Mikrometer die Höhe des dickflüssigen Eiklars, welches das Eigelb unmittelbar umgibt. Die Höhe abhängig vom Gewicht bestimmt die Bewertung der Haugh-Einheit (HU). Je höher der Wert ist, desto besser ist die Qualität des Eis (frischere, hochqualitativere Eier haben dickflüssigere Eiweiße). Obwohl diese Messung den Proteingehalt und die Frische des Eis bestimmt, werden andere, für die Ernährung wichtige Inhalte vernachlässigt, wie beispielsweise die im Ei vorhandenen Mikronährstoffe oder Vitamine.

## Formel
Die Formel zur Berechnung der Haugh-Einheit ist:
{\displaystyle HU=100\cdot \log(h-1{,}7w^{0{,}37}+7{,}6)}
Wobei:
- HU = Haugh-Einheit
- h = bestimmte Höhe des Albumens in Millimetern
- w = Masse des Eis in Gramm